# Aberracja sferyczna

Schemat powstawania aberracji sferycznej

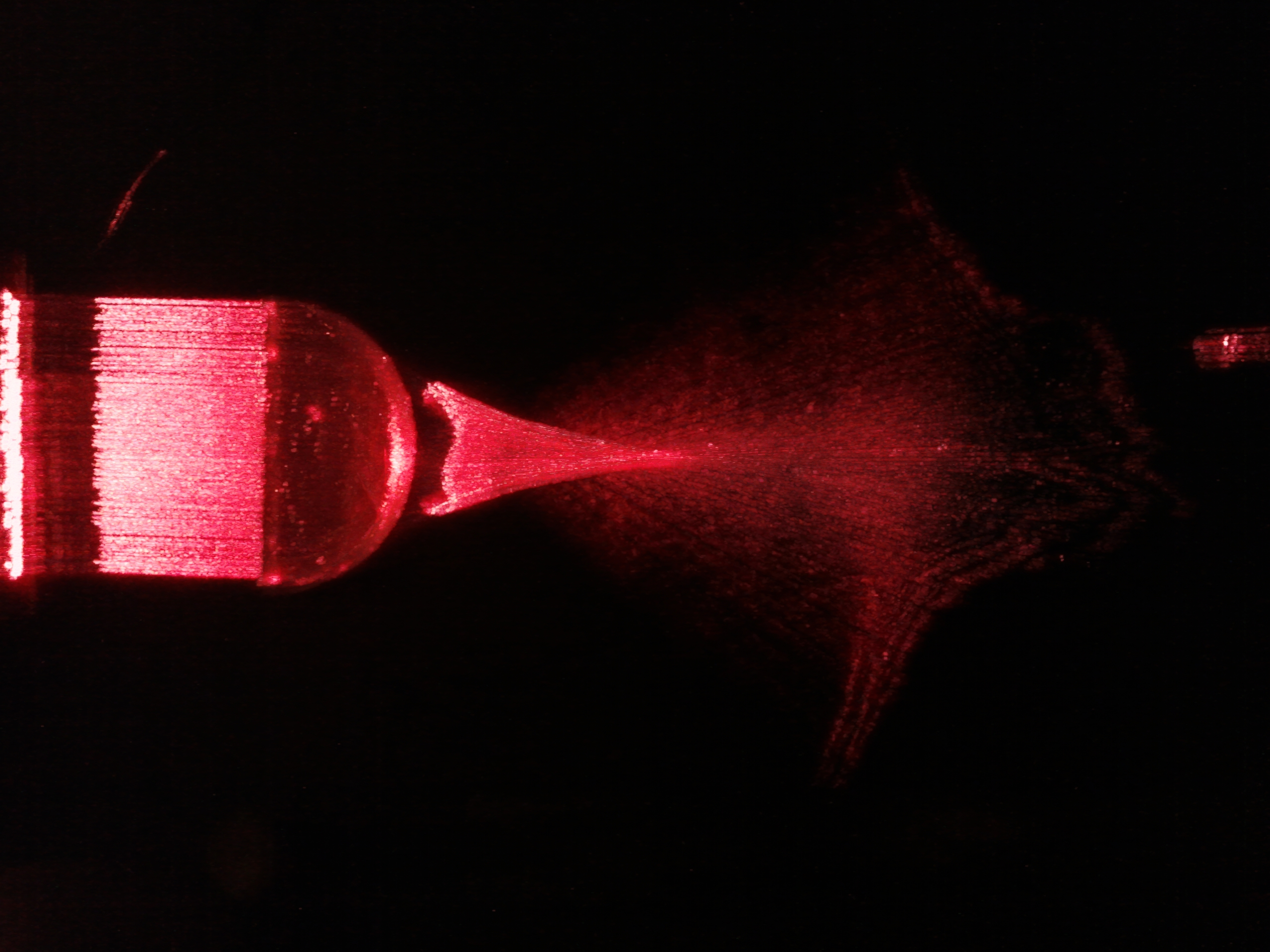
Zjawisko aberracji sferycznej na przykładzie soczewki płasko wypukłej

Aberracja sferyczna – cecha soczewki, układu optycznego lub zwierciadła sferycznego polegająca na odmiennych długościach ogniskowania promieni świetlnych ze względu na ich położenie pomiędzy środkiem a brzegiem urządzenia optycznego – im bardziej punkt przejścia światła zbliża się ku brzegowi urządzenia (czyli oddala od jego osi optycznej), tym bardziej załamują się promienie świetlne.
W modelu nieskończenie cienkiej soczewki pomija się jej grubość. W takim wypadku wszystkie padające na nią promienie, niezależnie od ich odległości od osi optycznej, skupiają się w jednym punkcie (w przypadku soczewki rozpraszającej – mają ognisko pozorne w jednym punkcie). Natomiast każda rzeczywista soczewka, której powierzchnie są sferami, ma skończoną grubość, dlatego występuje w niej aberracja sferyczna, zależna od rozmiarów soczewki i materiału, z którego jest wykonana.
Efektem tego rodzaju aberracji jest spadek ostrości obrazu w całym polu widzenia.
Aberracja sferyczna jest jedną z aberracji optycznych.